# ドラえもんのひみつ道具 (きや-きん)
ドラえもんのひみつ道具 (きや-きん) では、藤子・F・不二雄の漫画『ドラえもん』、『大長編ドラえもん』(VOL.1〜17)、藤子・F・不二雄のその他の著作に登場するひみつ道具のうち、読みが「きや」で始まるものから「きん」で始まるものまでを列挙する。

## 逆重力ベルト
逆重力ベルト（ぎゃくじゅうりょくベルト）は、「逆重力ベルト」（『小学六年生』1986年2月号掲載、単行本未収録。藤子・F・不二雄大全集第13巻に収録）に登場する。
このベルトを胴に巻き、バックル部分の矢印の向きを変えると、自分にかかる重力をその方向へ変えることができる。上手に利用すれば、空中に飛び上がったり、自由自在に空を飛んだり、高いところから飛び降りても反重力の要領で安全に着地したりできる。
重力を上方向へかけ続けると、終いには大気圏を突き抜けて宇宙空間へ飛び出してしまいそうなものだが、そうならないよう安全装置が組み込まれており、高度千メートル以上へは上昇しないような仕組みになっている。

## 逆世界入りこみオイル
逆世界入りこみオイル（ぎゃくせかいはいりこみオイル）は、『ドラえもん のび太と鉄人兵団』に登場する。
「入りこみ鏡」に類似した用途に用いる道具。このオイルを鏡、もしくは鏡面同様の水面に垂らすと、入りこみ鏡と同様に鏡面世界への出入り口として使用できる（鏡面世界の詳細は「入りこみ鏡」の項目を参照）。
鏡面世界の中でこのオイルを鏡面に垂らしても、鏡面世界と現実世界との間の出入口を形成できる。また、このオイルで形成される鏡面世界は「入りこみ鏡」による世界と同一であり、オイルによる鏡面世界から「入りこみ鏡」を通じて現実世界へ出ることもできる。
作中では「おざしきつり堀」、しずかの家の風呂、湖の水面などに使用された。
ただしこの道具で形成した鏡面世界の出入口を、強引に本来の大きさよりも広げようとすると、空間の接点が歪んでねじ切れるのに伴う震動・爆発現象「次元震」が発生してしまい、凄まじい衝撃と共に出入口は消滅してしまう。

## 逆時計
逆時計（ぎゃくどけい）は、「人間製造機」（てんとう虫コミックス第8巻に収録）「『時』はゴウゴウと流れる」（てんとう虫コミックス第34巻収録）に登場する。
懐中時計を模した道具。作動させると針が反時計回りに回転し、それと同時に時間がビデオのように巻き戻されていく。自分の周囲にとどまらず広範囲に影響を及ぼし、しかも影響を受けた者は時間を戻す前の記憶を残している。「人間製造機」では操作者自身は時間を戻した影響を受けないようだが（ドラえもんがミュータント誕生前の時間に戻したが、ミュータントの攻撃で変形した頭がそのまま）、『ドラえもんひみつ道具完全大事典』などでは操作者も影響を受けているように見える（食べた菓子を体内から皿に戻す）。「『時』はゴウゴウと流れる」では、「ドラミにあげた」とドラえもんが発言しており、その後は登場していない。
カートリッジ型逆時計と実物時間逆転機
テレビアニメ第2作第1期「逆もどし」（藤子・F・不二雄作品『ポコニャン』の「逆もどし」が原作。1980年6月2日放送、レンタル用ビデオ『テレビ版ドラえもん』第35巻に収録）に登場する。
カートリッジ型の「逆時計」が登場し、これを8ミリビデオカメラに組み込むと「実物時間逆転機」となる。「実物時間逆転機」は「逆時計」と同様の効果を持つ道具で、カメラを向けた先で起こった事象を逆回転させる。カメラを向けた先のみに効果が出るため、「逆時計」のように周囲に影響を及ぼすことはない。

## キャラクター商品注文機
キャラクター商品注文機（キャラクターしょうひんちゅうもんき）は、「キャラクター商品注文機」（てんとう虫コミックス第28巻に収録）に登場する。
キャラクター商品を作り出す機械。機械のレンズに漫画やアニメ、さらには実際の人物などを写し、機械にある「鉛筆」「ノート」「Tシャツ」などのボタンを押すと、それに応じた商品が出てくる。商品は玩具、衣類、文房具など多数。テレビの新番組でまだ商品が実在しないキャラクターや、無名の人物でも商品を作ることができる。もっとも無料で商品を作れるわけではなく、「注文機」というだけあって後で代金を支払わなければならない。支払う相手や支払い方法については不明。

## キャンピングカプセル
キャンピングカプセルは、『ドラえもん のび太の恐竜』などに登場する。
キャンプなどの際に携行する簡易宿泊施設。手のひらサイズの球体に土に突き刺す杭が付いており、ティーアップしたゴルフボールのような形状。杭（ティー）の部分を地面に突き刺すと、杭部分が3メートルほど伸びて球体が宙へ持ち上げられる形になり、さらに球体部分が巨大化して宿泊部屋となる。
内部は1、2人が十分宿泊できる広さで、冷暖房、ベッド、トイレ、シャワーを備えている。出入りは球体部分から出る簡易エレベーターで行う、外から出入りする時には支柱にあるボタンを押すことでこのエレベーターが下りてくる。
『ドラえもん のび太の恐竜』で初登場し、その後の作品でも取り扱いの手軽さからか、宿泊のためにしばしば利用されている。バリエーションとして、『ドラえもん のび太のパラレル西遊記』で登場した大人数用の「デラックス・キャンピングカプセル」、『ドラえもん のび太と翼の勇者たち』で使用された「巣箱型キャンピングカプセル」、「巣箱型キャンピングセット」がある。

## キャンピングハット
キャンピングハットは、『ドラえもん のび太の大魔境』『ドラえもん 新・のび太の大魔境 〜ペコと5人の探検隊〜』に登場する。
帽子（探検用ヘルメット）を象った宿泊設備。普段は帽子として使用でき、中に入る際には中央のボタンを押して巨大化させる。出入り口は猛獣を防ぐ為に頭頂部についており、内部にはベッドとトイレのついた個室が5つある。ただし炊事設備や入浴設備は備わっていない。
ドラえもんは探検ムードを出すために被っていると言ったが、結果的にはジャングルで野宿する際に役立っていた。
なお、この道具は原作では無名。映画作中で「キャンピングハット」と呼ばれている。『コロコロコミック』の映画特集記事では「探検ぼうし」とされていた。

## キャンプ・セット
キャンプ・セットは、「キャンプ」（てんとう虫コミックススペシャル『ドラえもんカラー作品集』第5巻に収録）に登場する。
以下の6つから構成される。
テントハンカチ
普段はハンカチだが、四方に引っ張ると大きく広がり、横向きの三角柱形に折り曲げることでテントになる。
すいじ道具
飯盒、鍋などの調理器具セット。火にかけなくても中の食材が煮え、食事ができあがる。
夜ランプ
このランプを付けると周りが暗くなるので、昼間でも夜の気分が味わえる。単に暗くなるだけではなく、上空には星も見えるようになる。
昼ランプ
夜ランプとは逆に、夜間にこれを付けると周囲が昼のようになる。
安全花火
水に濡らすと光を出すので、花火遊びをしても火の危険がない。
安全たき火
外観は普通の焚き火だが、冷たくて涼しい。安全にキャンプファイヤーができる。テレビアニメ第2作第2期では、ドラえもんが「本物の火ではないから部屋の中でも安心して使える」と説明しており、食材を焼くことも出来るとされている。

## 吸音機
吸音機（きゅうおんき）は、「騒音公害をカンヅメにしちゃえ」（てんとう虫コミックス第15巻に収録）に登場する。
蓄音機に似た形の道具。音を吸収する缶がついている。スイッチを入れると周囲の音が完璧に吸い込まれ無音状態になる。ただし缶を機械から外すと吸音は中止される。また、缶を飲料と間違えるなどして口にした場合、吸い込んだ音がその人物から再生される。

## 九かんマイク
九かんマイク（きゅうかんマイク）は、「九かんマイク」（藤子・F・不二雄大全集第14巻に収録）に登場する。
このマイクで動物に向かってしゃべると、九官鳥が人の声を真似るように、マイクでしゃべった声を動物にしゃべらせることができる。声帯器官を持たない昆虫などにもしゃべらせることもできる。

## キューピッドの矢
キューピッドの矢（キューピッドのや）は、「ああ、好き、好き、好き!」（てんとう虫コミックス第3巻に収録）などに登場する。
弓と矢からなる道具。これを相手に向かって射ると、相手が射た人を好きになってくれる。矢が刺さっても痛みは感じない。射る相手は別に人間だけでなく動物、ロボット（ドラえもんなど）でもよい。また、特に弓を使わず手で直接相手に矢を（投げたり、握って突いたりして）刺しても良い。矢が抜けると効果はなくなる。
後にも多数登場する「恋愛感情を植えつける道具」の常として、同性愛も引き起こすことができる。

## 救命イカダ
救命イカダは、『ドラえもん のび太の宇宙開拓史』・『ドラえもん のび太の宝島』に登場する。
海上での遭難などの非常時などに使用するイカダ。イカの形をしている。普段は20センチメートル程度の大きさだが、水面に浮かべるとみるみる膨らみ、大型イカダとなる。
イカの耳に当たる部分は宿泊用テントになっている。映画の公式ウェブサイトの解説では、長期間の漂流でも使用できるとある。

## 狂音波発振式ネズミ・ゴキブリ・南京虫・家ダニ・白アリ退治機
狂音波発振式ネズミ・ゴキブリ・南京虫・家ダニ・白アリ退治機（きょうおんぱはっしんしきネズミ・ゴキブリ・なんきんむし・いえダニ・しろアリたいじき）は、「狂音波発振機」（てんとう虫コミックス第17巻、藤子・F・不二雄大全集第6巻に収録。てんとう虫コミックスの1993年以降の題は「驚音波発振機」）に登場する。
狂音波を用いて、住宅にいるネズミ・ゴキブリ・南京虫・家ダニ・白アリを駆除する道具（但し、狂音波の威力で壁や窓ガラスなどが壊れる被害も生じる）。この道具を使うためには狂音波を収めたテープが必要。作品中ではドラえもんがテープをなくしてしまい、ジャイアンの歌に含まれる狂音波の中の強力な部分を取り出して使った。テレビアニメ第2作第1期では最終的にジャイアンの歌に耐え切れず大爆発を起こした。
初出時および単行本の1993年までの版では、題、道具の名称、音波の名称は「驚――」ではなく「狂――」としていた。藤子・F・不二雄大全集を除く現在の単行本では「狂時機」「サウンドカメラ」（旧名サウンドバカチョン）などと同様に、「驚――」という名称に変更している。藤子・F・不二雄大全集第6巻では「狂――」のままで収録している。
テレビアニメでは、1980年に「狂音波発信機」の題で放送された。1996年には「ひびけ！ジャイアンの歌」の題でリメイク版が放送されたが、作中で名称が表示されない為、正確な表記は不明。2005年には「驚音波発振機」の題で放送され、道具は「驚音波発振式ネズミ・ゴキブリ・家ダニ・白アリ退治機」という名称で登場した。
2017年公開の映画『のび太の南極カチコチ大冒険』では似た道具として「驚音波発振式害獣撃退器」が登場する。
またドラえもんの道具の中では最も名称が長い。ひみつ道具の事典では以下のように略している。
- 『ドラえもん全百科（ドラえもんオールひゃっか）』（1979年7月発行）[3]の初版第1刷から1993年発行の版では「狂音波発振式虫退治機」
- 『ドラえもん全百科』の1994年以降発行の版では「驚音波発振式虫退治機」
- 『ドラえもんひみつ大事典』（1985年5月発行）[4]の初版第1刷から1993年発行の版では「狂音波発振機」
- 『ドラえもんひみつ大事典』の1994年以降発行の版では「驚音波発振機」
- 『ドラえもんひみつ道具完全大事典』（1994年12月発行）[5]と『最新版ドラえもんひみつ道具大事典』（2004年1月発行）[6]と『ドラえもん最新ひみつ道具大事典』（2008年9月発行）[7]では「驚音波発振式虫退治機」

## 兄弟シール
兄弟シール（きょうだいシール）は、「兄弟シール」（てんとう虫コミックス第28巻に収録）に登場する。
円形のシール・ワッペン。兄、弟、妹の3種類のシールが作品中に登場した。このシールは通常2人以上で使われ、本来兄弟関係のない人たちに兄弟関係を強制的に作り出すことができる。また、貼られた人本来の性別と違うシールを貼ると、その人はシールの性別の様に振舞う。

## きよう手袋
きよう手袋（きようてぶくろ）は、「手作りおもちゃ」（『小学三年生』1990年11月号掲載、藤子・F・不二雄大全集第17巻収録）に登場する。
この手袋をはめると、手先がとても器用になる。のび太のような不器用な者でも上手に工作を作り上げることができる。
作中でのび太が22世紀の材料で作った手作りおもちゃは以下の通り。
- きびがら細工（馬）

きびがらと竹ひごで作った細工であり、完成すると本物のように動いたり、鳴いたりする。のび太はキリンのつもりで作った（ドラえもんは犬だと思った）。
- 紙鉄砲

竹筒で作った、紙を丸めた弾を空気圧で撃ち出す鉄砲。見た目とは裏腹に空中に飛んでいるボールやラジコンを破壊するほどの威力がある。のび太は紙鉄砲を飛行機に取り付け、遠隔操作で撃てるように改造した。
- 紙相撲

紙で作った力士。見た目とは裏腹に人を投げ飛ばすほどのパワーがある。ひみつ道具「ロボットペーパー」と同じ。
- 飛行機（ライトプレーン）

竹ひごと紙で作ったプロペラ飛行機。見た目とは裏腹に本物のラジコンと同じ性能であり、プロポで操縦する。
- 電話

紙で作った筒型の電話。離れた場所でも通話・盗聴する事ができる。ひみつ道具「糸なし糸電話」と同じ。
アニメでは、材料のおまけとして水飴が付いてくる。この水飴は一回ねる毎に百種類（チョコレート、ヨーグルト、レモンなど）からランダムに味が変わる。

## 恐怖症スタンプ
恐怖症スタンプ（きょうふしょうスタンプ）は、「○□恐怖症」（てんとう虫コミックス第27巻に収録）に登場する。
スタンプに○や□、△など特定の図形を描き相手にスタンプすると、その相手はスタンプされた図形（□なら四角いもの全て。○は丸いものならドラえもんの顔やのび太の眼鏡も）が怖く感じるようになる。「スタンプが効いているうちに」という台詞からして有効期限があるようだが、どのくらいの長さかは不明。

## 恐怖箱
恐怖箱（きょうふばこ）は、「○□恐怖症」（てんとう虫コミックス第27巻に収録）に登場する。
ドクロマークの箱の中に、ヘビ、サソリ、妖怪、悪魔、剣（相手の目の前に落ちて地面に突き刺さる）、ダイナマイトの束、宇宙人など、恐いものの模型が色々と詰まっている。

## 強力岩とかし
強力岩とかし（きょうりょくいわとかし）は、『無人島の作り方』（てんとう虫コミックス第9巻に収録、「強力岩トカシ」表記）、「モアよドードーよ、永遠に」（同第17巻に収録、「強力岩トカシ」表記）、「異説クラブメンバーズバッジ」（同第23巻に収録、「強力岩とかし」表記）に登場する。
文字通り岩を溶かす道具。数メートルほどの大きさの巨大な注射器状の道具で、地面に針を刺して突き立て、特殊な薬剤を注入して岩盤を溶かす仕組みになっている。これによって火山を噴火させたり湧き水を出したりする。
「無人島の作り方」の初出時、および単行本の初期の版では誤って「強力岩トカン（きょうりょくがんトカン）」としていた。
強力 岩溶かし機（きょうりょくいわとかしき）
テレビアニメ第2作第2期「ようこそ、地球の中心へ（前編）」に登場。作中では「強力 岩溶かし機」（表記は字幕放送にて確認）と呼ばれているが、公式サイト掲載の「ひみつ道具カタログ」では名称を原作に合わせて「強力岩とかし」としている。

## 強力うちわ「風神」
強力うちわ「風神」（きょうりょくうちわふうじん）は、「風神さわぎ」（てんとう虫コミックス第13巻に収録）などに登場する。
見た目は普通の団扇であるが、あおいだ際に発生する風力は通常の団扇を遥かにしのぐ。ドラえもんから「風神」を借りたのび太が、通常の団扇と同じようにバサバサとあおいだところ、部屋の外まで勢い良く飛ばされたほどである。
「風神」を両手に1つずつ持ってはばたけば、空をとぶこともできる。
なお、学習シリーズドラえもんのかん字じてんステップ1での表記は「きょう力うちわふうじん」で、通常の団扇の5万倍の力があるとしている。

## 強力ウルトラスーパーデラックス錠
強力ウルトラスーパーデラックス錠（きょうりょくウルトラスーパーデラックスじょう）は、「強力ウルトラスーパーデラックス錠」（てんとう虫コミックス『ドラえもんプラス』第5巻に収録）に登場する。
誰でも「ウルトラスーパーデラックスマン」なる超人になることのできる錠剤。1錠飲めば飛行能力や、自動車をも持ち上げる怪力が備わる。ドラえもんの語るところでは、ビルや東京タワーをも倒壊させることもできるらしい。
ドラえもんがポケットから出したものではなく、未来デパートの新製品。のび太が最初に使用したものは試供品のため、3分間で効力が消滅するものだった。
同作者の『ウルトラスーパーデラックスマン』でも「ウルトラスーパーデラックスマン」という用語が登場するが、関連は不明。
強力ウルトラスーパーデラックスキャンディー（きょうりょくウルトラスーパーデラックスキャンディー）
テレビアニメ第2作第2期「大パニック! スーパー赤ちゃん」（2010年1月15日放送）に登場。このキャンディーを食べた者は腕力、脚力などが百万倍になる。キャンディーをなめている間だけ効果は続く。公式サイト掲載の「ひみつ道具カタログ」では、効果は1粒あたり1時間続くとされている。道具名の表記も公式サイト掲載の「ひみつ道具カタログ」による。

## 強力スーパーパワーゲン
強力スーパーパワーゲン（きょうりょくスーパーパワーゲン）は、「スーパーパワーゲン」（藤子・F・不二雄大全集第5巻に収録）に登場する。
仁丹のような薬で、飲むと30分後に怪力を発揮できる。また筋力や腕力だけでなく、全身の力が強化される。力の強さの度合いは飲んだ数の2倍（たとえば1粒で2倍、2粒で4倍）。あまりに飲み過ぎると、腕力などが強化されるばかりか、くしゃみだけで人を吹き飛ばすほどになる。
効果を取り消すには、専用の取り消しの薬を飲む必要がある。

## 強力においついせき鼻
強力においついせき鼻（きょうりょくにおいついせきはな）は、「ウラシマキャンデー」（てんとう虫コミックス第9巻に収録）に登場する。
ドラミの道具。イヌの鼻を象っており、これを自分の鼻につけると、イヌのように鋭い嗅覚で匂いを辿って人の行き先を追跡することができる。

## 強力ハイポンプガス
強力ハイポンプガスは、「強力ハイポンプガス」（てんとう虫コミックス第45巻に収録）に登場する。
中にガスが入っており、このガスを吸うと肺が強くなりふつうの1000倍まで空気を吸い込んでおける。プールの練習などで使用すると何時間でも水に入っていることができるので落ち着いて練習をすることができる。
ただし、肺活量が1000倍になるので話すときなどは抑えてしゃべらないと息が強すぎて聞いている人が吹き飛ばされてしまう（のび助を部屋から外まで吹き飛ばすほど強い）。また、くしゃみでも人間やテーブル等を吹き飛ばしてしまう威力がある。
なお、アニメ版では水泳大会当日でのび太がくしゃみをしてしまい、プールが大波を起こしたため、大会を中止せざるを得なくなってしまうというオチになっている。

## きりかえ式タイムスコープ
きりかえ式タイムスコープ（きりかえしきタイムスコープ）は、「切り替え式タイムスコープ」（てんとう虫コミックス第27巻に収録）に登場する。
望遠鏡のような形をした道具で、時間を指定することでその時間の出来事を見ることができ（音声も聞こえる）、さらにその光景が何らかの分岐点に差し掛かったとき、「ここで――したらどうなるか」という結果を見ることができる。過去のことを「あのとき――していたらどうなっていたか」と確かめたり、または未来のことで「これから――したらどうなるか」と前もって確認することもできる。似たような道具に「コースチェッカー」が存在する。
ただし、未来のことを見続けている間の時間経過などにより現在の状況が変化した場合、スコープで見た未来が実現しなくなることがある。作中でのび太が「これから朝早く起きたらどうなるか」を「当日の朝」に見始め、「その後の展開」を含めてすべてを見終えた頃には既に昼過ぎだったため、スコープで見ていた未来の内容は実現できなくなっていた。その様子を見ていたドラえもんは「この道具をのび太君に貸したらどうなるか、あらかじめタイムスコープで調べるべきだった」と呆れていた。

## きりがみクレヨン
きりがみクレヨンは、「きりがみクレヨン」（藤子・F・不二雄大全集第11巻に収録）に登場する。
このクレヨンで絵を描くと、描いた物がはさみで切り抜いたようにひとりでに紙から抜け落ちる。しかも動物や乗り物の絵なら本物のように動き、太陽の絵なら雨の日でも太陽のある一角だけは晴れる。

## 切りとりナイフとフォーク
切りとりナイフとフォーク（きりとりナイフとフォーク）は、「海をひと切れ切りとって」（てんとう虫コミックス第44巻に収録）に登場する。
見た目は銀食器のナイフとフォーク。「切りとりナイフ」を使って、ケーキか何かを切るように地面や空間を切り取り、フォークで突き刺して別の場所へ持ち運ぶことができる。エピソードのタイトルにもあるように、海の一部を切りとって野比家の庭に置いて海水浴を楽しんだり（海水が切り口の外に漏れることはない）、地球の裏側から夜の景色の一部を昼間の日本に持ってくることで、一か所だけ暗闇にして、更衣室にも応用できる。
ナイフとフォークは普通の大きさだが、ドラえもんが海水や砂浜をのび太ぐらいの広さに切り取った際、数メートルの深さまで切り取ったり、切り取った物体（少なくとも数ｔもの重さがある）をフォークで刺して軽々と持ち上げている。

## キンシひょうしき
キンシひょうしきは、「キンシひょうしき」（てんとう虫コミックス第27巻に収録）に登場する。
道路標識を模した10センチメートルほどの道具で、これに物事を書いて床や地面に差すと、その周りでは書かれた物事を行えなくなる。効力は強力で、「トイレで用を足す」など、生理的欲求に直結する行為ですら規制をかける事が出来る。効力を消すには、専用のペンチで抜き取るか、書いた物事の内容を消すしかない。

## 金属探知チョーク
金属探知チョーク（きんぞくたんちチョーク）は、『ドラえもん のび太と鉄人兵団』に登場する。
このチョークで地面に引いた線を金属が横切るか踏むと、「ビビビビビ」とけたたましい音が鳴り響く。作中では鉄人兵団のロボットの接近を探知するために使用された。

## きんとフード
きんとフードは、「きんとフード」（てんとう虫コミックススペシャル『ドラえもん カラー作品集』第4巻に収録）に登場する。
このエピソードでは『西遊記』に登場する「きんとうん」が生物として実在するとされており、それを飼い鳴らす為に食べさせるペットフードがこの道具である。缶詰にはいっており、高い山などにこれを器に盛って置いておく。やがてきんとうんが寄って来て食べ始めるので、それを捕えて飼いならす。「西遊記」のように上に乗ることができるものの、乗りこなすには練習を必要とする。またこれで捕えられる「きんとうん」は子供であり、親雲が取り返しに来て暴れる危険がある。
『ドラえもん のび太のパラレル西遊記』では、ひみつ道具「ヒーローマシン」で孫悟空となったのび太が「きんとうん」を使用するが、この道具を使い飼い慣らしたのかは不明となっている。ただし、「きんとフード」のエピソード同様「きんとうん」に意思があるかのような描写もある。

## 筋肉コントローラーと受信機発射ガン
筋肉コントローラーと受信機発射ガン（きんにくコントローラーとじゅしんきはっしゃガン）は、「筋肉コントローラー」（てんとう虫コミックス『ドラえもんプラス』第3巻に収録）に登場する。
他人の筋肉を意のままに操る道具。銃を象った道具「受信機発射ガン」によって、目に見えないほど小さい受信機を相手の体に打ち込み、ヘッドバンド状の「筋肉コントローラー」を自分が頭にかぶると、コントローラーから発せられた指令が相手の神経を刺激することによって、自分が体を動かした通りに相手も全く同じ動きをする。手足の動きはもちろんのこと、自分のしゃべった言葉を相手にしゃべらせることもできる。コントローラー側のスイッチを切ると、効果は取り消される。